# IC 1011
Ne doit pas être confondu avec IC 1101.
 (décembre 2023).
IC 1011 est une galaxie spirale barrée située dans la constellation de la Vierge à environ 354 millions d'années-lumière de la Voie lactée. Elle a été découverte par l'astronome français  Stéphane Javelle le 8 juin 1893.